# Vårdö församling

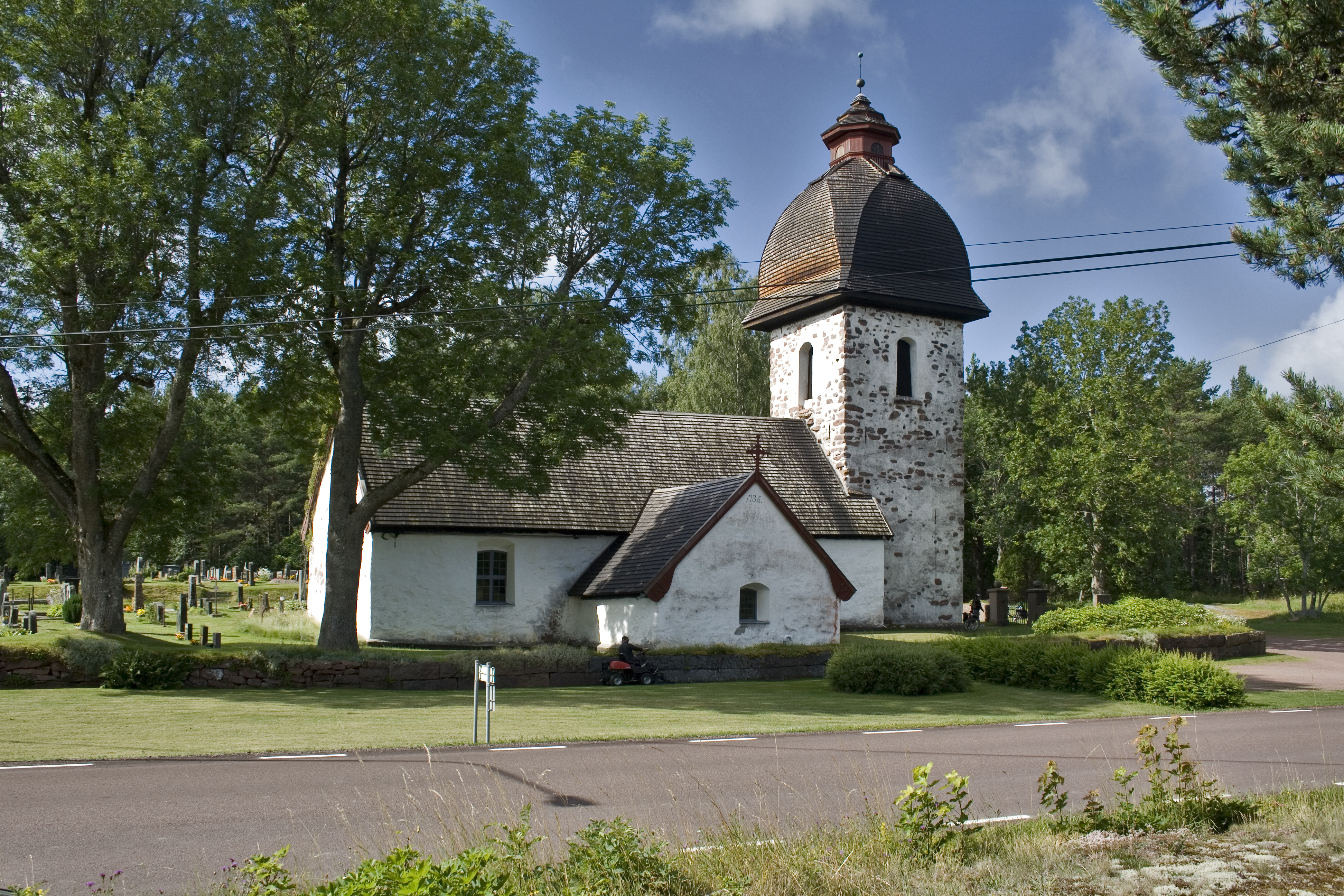
Vårdö kyrka på Åland (Finland), uppförd på 1400-talet.

Kartan visar Vårdö församlings läge på Åland.

Vårdö var en församling (socken) på Åland (Finland) med samma gränser som Vårdö kommun. Församlingen uppgick 1985 i Sund-Vårdö församling och ingår sedan 2022 i Norra Ålands församling.
Vårdö tillhörde under den svenska tiden Åbo stift och från 1817 Åbo ärkestift i Finland. När det svenskspråkiga Borgå stift tillkom 1923 överfördes Vårdö tillsammans med övriga åländska församlingar dit. Församlingen hörde sedan gammalt till Ålands prosteri.
Vårdö består av en skärgård som ligger öster om den åländska huvudön (fasta Åland) och har vattengräns mot Föglö, Kumlinge, Lumparland, Saltvik, Sottunga och Sund.

## Historik
Vårdö församling hade medeltida ursprung. Kyrkan, byggd i sten och tillägnad aposteln Mattias, anges vara uppförd i slutet av 1400-talet. 
Vårdö var länge kapellförsamling under Sund. Pastoratet hade existerat sedan medeltiden och upplöstes i samband med den finländska kommunreformen 1865. Vårdö blev eget pastorat 1866, och ungefär samtidigt tillkom Vårdö landskommun, numera Vårdö kommun. Kommunen övertog successivt ansvaret för världsliga uppgifter, medan församlingen behöll de kyrkliga.

## Namnet
Vårdö församling har sitt namn efter byn och ön där kyrkan är uppförd. Namnet förekommer i skrift första gången 1347. Då avses ön. Kung Magnus Eriksson var på resa, förmodligen mellan Sverige och Finland, och hade tydligen ankrat i den åländska skärgården när han den 10 september utfärdade ett brev som daterades Datum apud alandiam in insula dicta wardhø (utfärdat på Åland på en ö som kallas Vårdö).
Namnet Vårdö är en sammansättning av ett fornsvenskt ord för 'vårdkase' och ordet 'ö' och visar att det på ön en gång i tiden, sannolikt under tidig medeltid innan den befolkades, funnits en vårdkase.
Vårdö som benämning på församlingen är av mer sentida datum. Kapellets äldsta namnet verkar ha varit Innandels kapell (belagt 1544). Detta namn minner om den tid då inte bara Vårdö utan också Kumlinge längre österut var kapell under Sund. De bägge kapellen åtskildes av fjärden Delet. Kapellet i Vårdö, beläget hitom Delet, kom att kallas Innandels kapell, medan Kumlinge bortom Delet tydligen kunde kallas Utandels kapell (detta namn är dock aldrig belagt i skrift).
Namnet Innandel verkar ha kommit ur bruk redan på 1500-talet. Det ersattes av Sundsskären eller Sundskär, som med tiden trängdes ut av Vårdö. Radloff omtalar kapellförsamlingen som Vårdö eller Sundskär i sin åländska beskrivning från 1795.. Namnet Sundskär eller Sundsskären visar att öarna i kapellförsamlingen har betraktats som en skärgård till Sund. Ännu in på 1900-talet kunde en Sundsbo säga att han skulle "fara till Skären" eller fråga en Vårdöbo: "Hur mår ni i Skären?".

## Byar
I Vårdö församling ingick följande byar:
Bergö, Bussö, Grundsunda, Listerby, Lövö, Mickelsö, Sandö, Simskäla, Töftö, Vargata, Vårdö och Ängö. 
Bosättningsområdet Strömsby, Vårdö kommuns centrum, ligger på mark som hör till byarna Lövö, Vargata och Vårdö.
På huvudön, som uppstått genom att ett antal mindre öar växt ihop på grund av landhöjningen, ligger byarna Grundsunda, Listersby, Lövö, Vargata och Vårdö. Mickelsö och Töftö är numera också förbundna med varandra, medan övriga byar (Bergö, Bussö, Sandö, Simskäla och Ängö) ligger på kringflutna holmar.

## Kyrkoherdar
Kyrkoherdar i Vårdö:
| Ämbetstid | Namn                     | Levnadsår | Övrigt           |
| --------- | ------------------------ | --------- | ---------------- |
| 1873–1886 | Oskar Elis Pettersson    | 1831–1886 |                  |
| 1889–1907 | Karl Johan Blomroos      | 1857–1944 | senare i Korpo   |
| 1908–1910 | Oskar Ferdinand Sevelius | 1873–1946 | senare i Pörtom  |
| 1912–1919 | Gunnar Alarik Fleege     | 1878–1939 |                  |
| 1920–1930 | Waldemar Leonard Sjöberg | 1899–1933 | senare i Saltvik |
| 1930–1936 | August Hjalmar Tranchant | 1866–1936 |                  |
| 1937–1971 | Nils Gustaf Bygård       | 1906–1984 |                  |

## Klockare och organister
Klockare och organister i Vårdö (listan är inte komplett och årtalen kan vara ungefärliga):
| Ämbetstid | Namn                     | Levnadstid | Övrigt                         |
| --------- | ------------------------ | ---------- | ------------------------------ |
| 1723-1763 | Karl Johansson           | 1701–1763  | Klockare                       |
| 1770-1794 | Fredrik Eriksson Henning | 1736–1794  | Klockare                       |
| 1797-1799 | Olof Lindeman            | 1766-1834  | Klockare                       |
| 1799-1827 | Johan Sundholm           | 1763-1827  | Klockare                       |
| 1828-1832 | Karl Karlsson            | 1785-1832  | Klockare                       |
| 1833-1882 | Johan Grunér             | 1810–1891  | Klockare och organist          |
| 1893-1935 | Leander Viktor Lindeman  | 1849-1935  | Klockare och organist (kantor) |